# Octyl gallate
Octyl gallate là este của 1-octanol và acid gallic. Là một phụ gia thực phẩm được sử dụng theo E số E311 như là một chất chống oxy hóa và chất bảo quản.

## Tính chất
Octyl gallate là một loại bột màu trắng có mùi đặc trưng. Nó rất tan trong nước và hòa tan trong cồn. Độ tan trong mỡ lợn là 1,1%. Octyl gallate sẫm màu khi có sắt.

## Ứng dụng
Chất chống oxy hóa này được sử dụng trong nhiều loại mỹ phẩm và dược phẩm, và các sản phẩm thực phẩm như xà phòng, dầu gội đầu, xà bông cạo râu, kem dưỡng da, thuốc khử mùi, bơ thực vật và bơ đậu phộng.
Nó là một chất chống oxy hóa kết hợp với butylated hydroxytoluene (BHT) và butylated hydroxyanisole (BHA).